# Helga Pfetsch
Helga Pfetsch, geb. Höfert, (* 26. Oktober 1944 in Jena, Thüringen) ist eine deutsche Literaturübersetzerin und Trainerin/Beraterin im Bereich Kommunikation und Lernen.

## Leben
Helga Pfetsch wuchs auf der Schwäbischen Alb auf, hat Anglistik und Sport studiert und ist in verschiedenen Methoden der humanistischen Psychologie ausgebildet.
Seit 1976 übersetzte sie als freiberufliche Literaturübersetzerin aus dem Englischen, seit 1987 war sie als freiberufliche Trainerin und Beraterin in Unternehmen tätig.
Von 1997 bis 2005 war sie Vorsitzende des Verbands deutschsprachiger Übersetzer literarischer Werke e.V., von 2014  bis 2019 Präsidentin des Freundeskreises zur Förderung literarischer und wissenschaftlicher Übersetzungen e.V.
Ihr Ehemann war der Politikwissenschaftler Frank R. Pfetsch.

## Preise und Ehrungen
- 1992: Literaturpreis der Stadt Stuttgart
- 2005: Heinrich Maria Ledig-Rowohlt-Preis
- 2008: Bundesverdienstkreuz am Bande

## Herausgeberin von
- Souveräne Brückenbauer. 60 Jahre Verband der Literaturübersetzer. Hg. Helga Pfetsch. Sonderheft von Sprache im technischen Zeitalter, SpritZ, Hg. Thomas Geiger u. a. Böhlau, Köln 2014, ISBN 9783412222840 ISSN 0038-8475 S. 61–67

## Übersetzungen (Auswahl)
- Joyce Carol Oates: Grenzüberschreitungen, DVA 1978
- Doris Lessing: Shikasta, S. Fischer Verlag 1983
- Alice Walker: Die Farbe Lila, Rowohlt Verlag 1984
- Louise Erdrich: Liebeszauber, 1986; Die Rübenkönigin, 1988, beide Rowohlt Verlag
- Don DeLillo: Weißes Rauschen, Kiepenheuer & Witsch Verlag, 1987
- Margaret Atwood: Unter Glas, 1986; Der Report der Magd, 1987, beide Claassen
- Saul Bellow: Mehr noch sterben an gebrochenem Herzen, 1989; Bellarosa Connection, 1992; Die einzig Wahre, 1998, alle Kiepenheuer & Witsch Verlag
- Toni Morrison: Menschenkind, 1989; Jazz, 1993, beide Rowohlt Verlag